# Samla telja
Samla telja is een slakkensoort uit de familie van de Flabellinidae. De wetenschappelijke naam van de soort is voor het eerst geldig gepubliceerd in 1967 door Marcus en Marcus als Flabellina telja.